# Diphyus ferrugator
Diphyus ferrugator är en stekelart som först beskrevs av Nils Samuel Swederus 1787.  Diphyus ferrugator ingår i släktet Diphyus och familjen brokparasitsteklar. Inga underarter finns listade i Catalogue of Life.